# Susan Solomon
Susan Solomon, född 1956 i Chicago, är en amerikansk kemist som arbetar för National Oceanic and Atmospheric Administration. 
Solomon har haft stor betydelse för förståelsen av det antarktiska ozonhålet och hon var en av de första att föreslå klor-fluor-kol-föreningar (CFC) som främsta orsak. Hon studerade kemi på Illinois Institute of Technology och tog examen 1977. Hon fortsatte sedan med forskning på Berkeley och avlade doktorsexamen 1981. I mitten och under senare delen av 1980-talet var hon ledare för två expeditioner till Antarktis för att studera ozon och kemiska processer i atmosfären. 
Bland annat sitter Solomon i arbetsgrupp ett i FN:s klimatpanel. Solomon var en av författarna till tredje IPCC-rapporten (Third Assessment Report) och delade ordförandeskapet för ”Working Group I” för den fjärde IPCC rapporten.  

År 2000 tilldelades hon amerikanska meteorologisamfundets finaste utmärkelse Carl-Gustaf Rossby-medaljen med motiveringen: 
| ” | For fundamental contributions to understanding the chemistry of the stratosphere and unraveling the mystery of the Antarctic ozone hole. | „ |

## Priser och utmärkelser
- 2018 – Crafoordpriset
- 2009 - Volvo Environment Prize

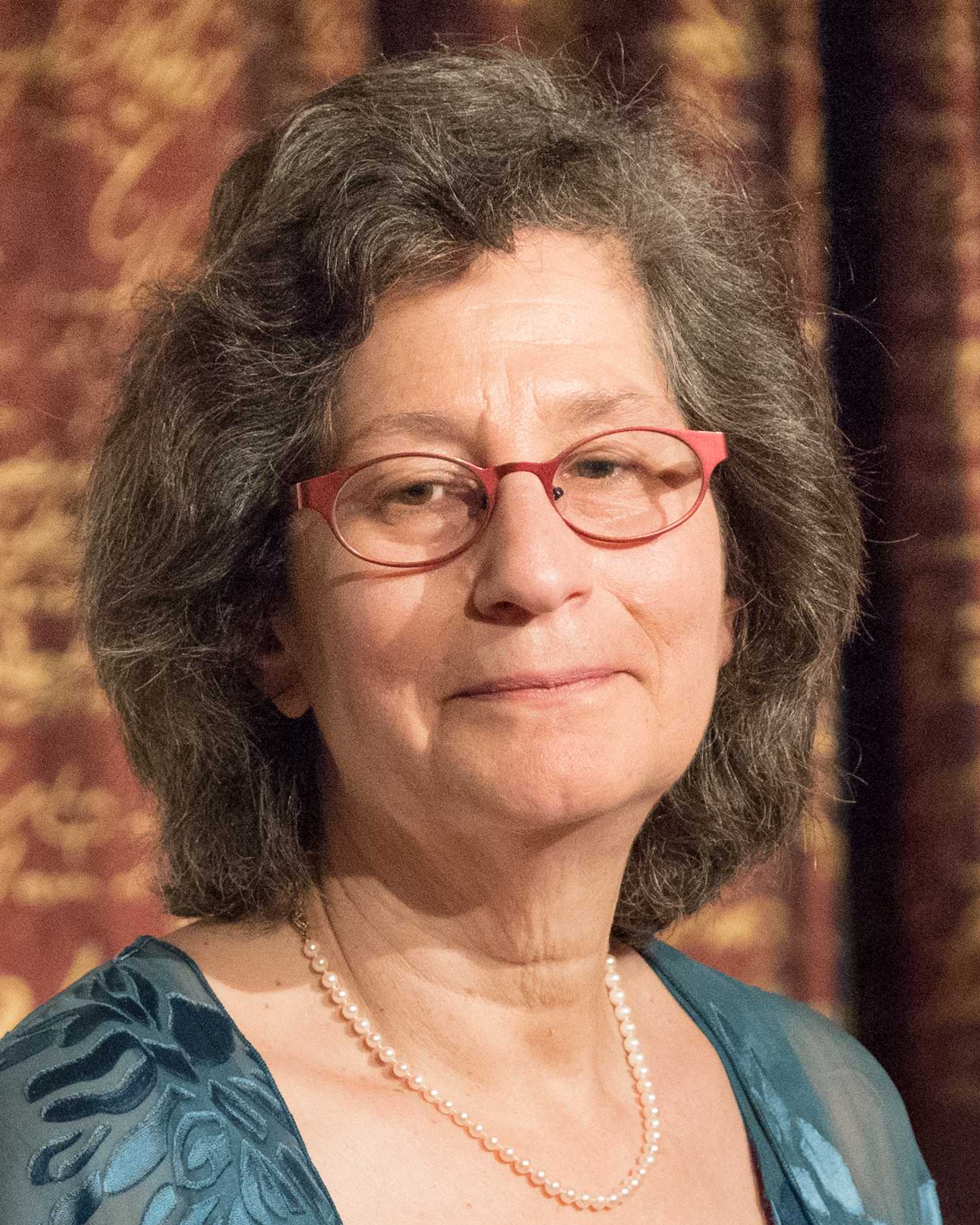
Susan Solomon at the Crafoord Prize ceremony in Stockholm 2018

- 2008 - Great Medal of the Academy of Sciences of France
- 2007 - Nobels fredspris (delat med Al Gore och alla IPCC medlemmar)
- 2004 - Blue Planet Prize
- 2000 - Carl-Gustaf Rossby-medaljen
- 1999 - National Medal of Science
- 1994 - En antarktisk glaciär uppkallad efter Solomon